# Amara-Donostia
Amara-Donostia (hiszp: Estación de Loyola, bask: Amara-Donostia geltokia) – stacja kolejowa w San Sebastián, w dzielnicy Amara, w Prowincji Guipúzcoa, we wspólnocie autonomicznej Kraj Basków, w Hiszpanii. Stacja należy do spółki publicznej Euskotren Trena, w ramach rządu baskijskiego. Stacja jest obsługiwana przez linie 1 i 2 do operatora (Metro Donostialdea) EuskoTren, co czyni go głównym dworcem w San Sebastián. Należy do strefy taryfowej DON Euskotren.
Od września 2013 roku na stacji istnieje dostęp do darmowego bezprzewodowego internatu oferowanego przez Euskal Trenbide Sarea.

## Linie kolejowe
- Bilbao – San Sebastián
- San Sebastián – Hendaye